# ژولیو سزار
ژولیو سزار سوارس دِ اسپیندولا (پرتغالی: Júlio César Soares de Espíndola؛ زادهٔ ۳ سپتامبر ۱۹۷۹) که با نام ژولیو سزار شناخته می‌شود، بازیکن فوتبال پیشین اهل برزیل است.
از باشگاه‌هایی که در آن بازی کرده‌است می‌توان به فلامینگو، کیه‌وو، اینتر میلان، کویینز پارک رنجرز، تورنتو و بنفیکا اشاره کرد.
این بازیکن همچنین ۸۷ بازی ملی هم برای تیم ملی فوتبال برزیل انجام داده‌است.

## دوران باشگاهی

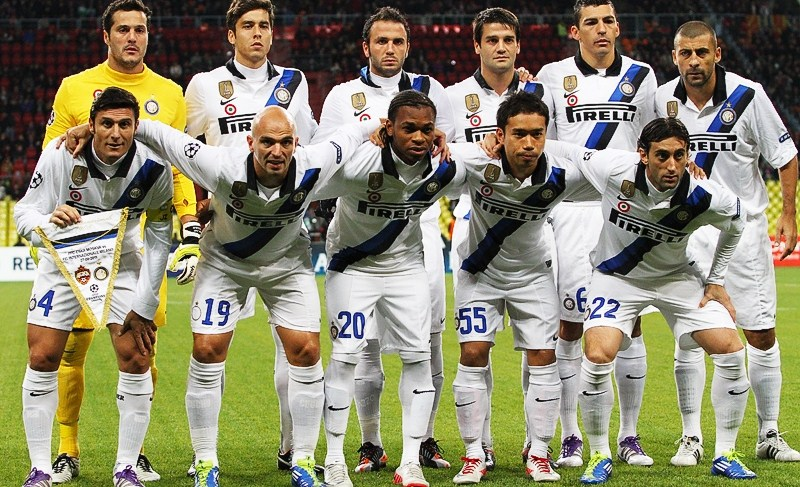
نگاره گرفته شده در ۲۰۱۱-۲۰۱۲

### فلامینگو
از سال ۹۸ با بازی در این تیم کار حرفه‌ای خود را آغاز کرد، او تا سال ۲۰۰۴ در این تیم عضویت داشت و در این مدت برای فلامنگو ۱۳۰ بازی انجام داد.

### کیه‌وو
او بعد از شش فصل و نیم بازی در برزیل و فلامنگو بالاخره راهی ایتالیا شد و در تیم کیوو ورونا به بازی خود ادامه داد البته عضویت این بازیکن در کیه‌وو تنها یک نیم فصل بود و تنها یک بازی در جام یوفا برای این تیم انجام داد.

### اینتر میلان
در پایان نیم فصل عضویت در کیوو اینتر این بازیکن را خریداری کرد. فصل ۵/۲۰۰۴ این بازیکن با عضویت در اینتر فصل تازه‌ای برای فوتبال حرفه ایش رقم زد.
او در سال ۲۰۰۵ با قرارداد رسمی سه ساله‌ای به اینتر آمد و از همان روزهای اول بر تولدو ترجیح داده شد، در سال ۲۰۰۹، خولیو سزار موفق جایزهٔ بهترین بازیکن برزیل در سال ۹/۲۰۰۸ را به خود اختصاص دهد. این جایزه تحسین همگان را برانگیخت. زیرا او یکی از بهترین و بزرگترین جایزه‌ها در چهان فوتبال را به خود اختصاص داده در مهد فوتبال جهان یک دروازبان بهترین بازیکن سال می‌شود.
خولیو سزار از سال ۲۰۰۵ تاکنون در تمامی مسابقات، برای اینتر ۱۶۵ بازی را انجام داده‌است.
او در این سالها بدون شک یکی از بهترین بازیکنان اینتر بوده‌است و بارها توانسته منجی دروازهٔ اینتر شود، او علاوه بر سرعتی بودن عکس العمل‌های دستانش به راحتی با پایش نیز بازی می‌کند بطوری که بسیاری از توپ‌هایی که به سمت دروازهٔ او شلیک می‌شود را با پا دفع می‌کند، در کل می‌توان او را یکی از کاملترین دروازبان‌های حال حاضر جهان بدانیم.
علاوه بر دونگا، جی جی بوفون نیز لب به تحسین از این دروازبان گشوده‌اند و او را بهترین دروازبان ایتالیا یا اروپا می‌دانند. او بهترین دوران فوتبال خود را قهرمانی‌های پیاپی اینتر می‌داند شاید بودن خولیو سزار به این موفقیت‌ها برای اینتر کمک بسیاری کرده‌است، او بارها شایستگی خود را در دروازهٔ اینتر نشان داده‌است و بی شک یکی از بهترین دروازبان‌ها تاریخ اینتر خواهد شد.

### کویینز پارک رنجرز
وی در تاریخ ۸ شهریور ۱۳۹۱ پس از طی دورانی طولانی بازیگری در اینتر میلان و با یک قرارداد چهار ساله به کویینز پارک رنجرز پیوست.

### انتقال قرضی به تورنتو اف‌سی
در تاریخ ۱۸ بهمن ۱۳۹۲ طی قراردادی قرضی به تورنتو اف‌سی در ام‌ال اس پیوست و در مورخه سوم مرداد ۱۳۹۳ مجدداً به کویینز پارک رنجرز بازگشت.

## دوران ملی

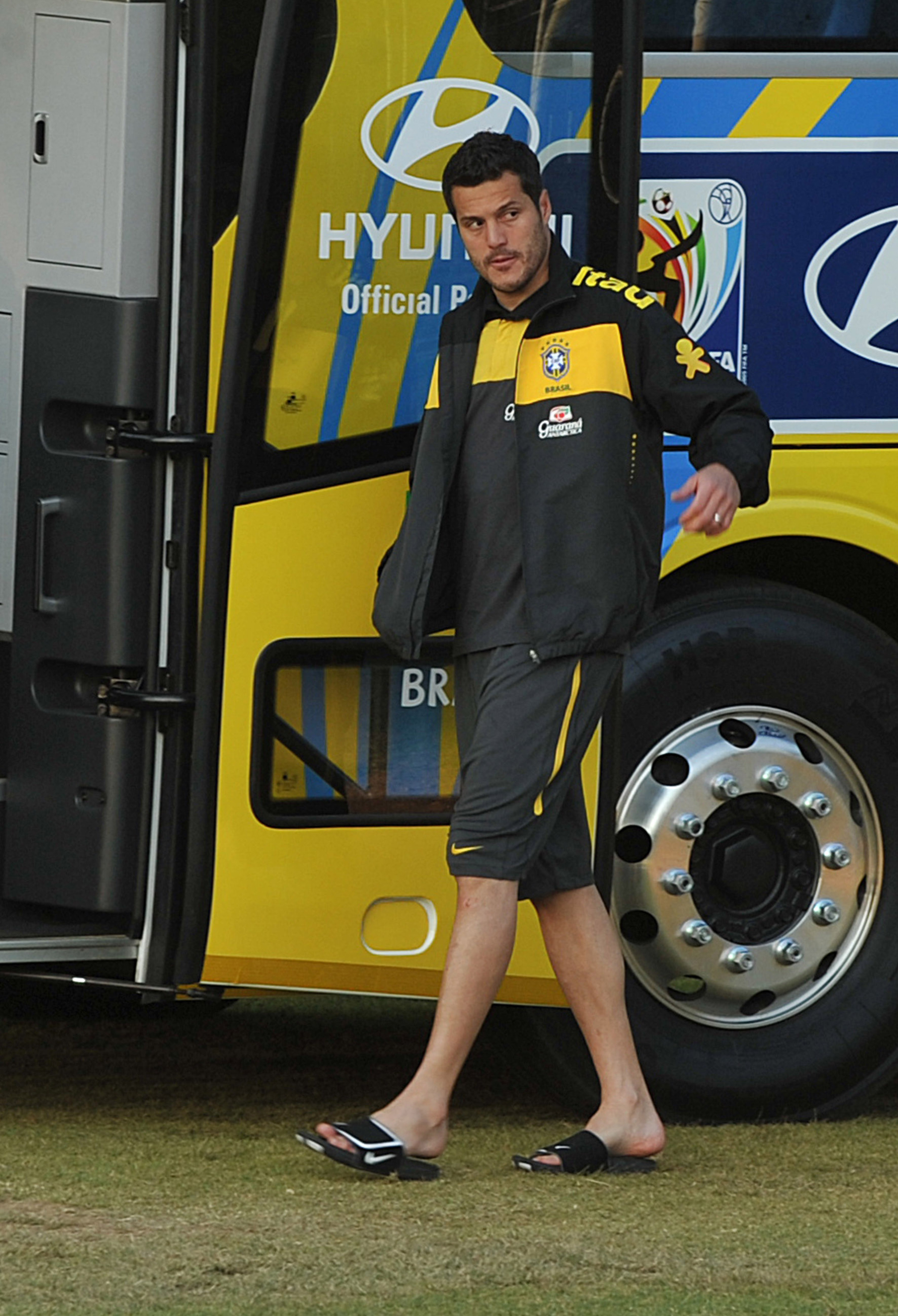
ژولیو سزار در جلوی اتوبوس

ابتدای راه ملی پوش شدن او، در سال ۲۰۰۳ بود، زمانی که او برای قرار گرفتن پشت سر دیدا به تیم ملی دعوت شد. از آن زمان او همواره عضو ثابت تیم ملی بزریل بوده‌است، اولین تورنومنت مهم او در سال ۲۰۰۳ و در جام کنفدراسیون‌ها رقم خورد، هر چند او موفق نشد تا در این تورنومنت برای برزیل بازی کند، اما اولین رویارویی او با حریفان در دروازهٔ برزیل در کوپا آمه ریکای ۲۰۰۴ رقم خورد، او هر ۶ بازی در این تورنومنت را در دروازهٔ برزیل ایستاد بطوری که دیدا دروازبان اول برزیل را کاملاً به نیمکت ذخیره چسباند.
در اولین بازیش در برابر آرژانتین در این تورنومنت او موفق شد اولین پنالتی آرژانتینی‌ها را مهار کند و باعث برد ۴ بر ۲ برزیل در برابر آرژانتین شد. اما او در سال تورنومنت‌های جام کنفدراسیون‌های سال ۲۰۰۵ و کوپا آمه ریکای سال ۲۰۰۷ نتوانست جایی در میان برزیلی‌ها پیدا کند اما در سال ۲۰۰۶ و رقابت‌های بزرگ جام جهانی یکی از ۳ دروازبان برزیل بود. بعد از جام جهانی و بازنشستگی ملی دیدا، او گزینه مربی وقت برزیل شد، دونگا دروازبانانی همچون، گومز، هلتون و دونی را پشت سر او قرار داد.ولی سزار عملکرد خوبی در بازی های ملی از خود نشون نداد.

## زندگی شخصی
ژولیو سزار با سوزانا وارنر، مدل و بازیگر برزیلی ازدواج کرده‌است؛ آنها به همراه دو فرزند خود با نام‌های کاوت که پنج ساله و جولیا که دوساله‌است زندگی گرمی دارند. البته جالب است که بدانید سوزانا وارنر قبل از ازدواج با خولیو سزار چند مدتی نیز با رونالدو آشنا بوده‌است اما بعد از جدایی با رونالدو با جولیو ازدواج می‌کند، او متولد ۲۰ جولی ۱۹۷۷ است.

## افتخارات

### باشگاهی
اینتر میلان
- سری آ: ۰۶–۲۰۰۵، ۰۷–۲۰۰۶، ۰۸–۲۰۰۷، ۰۹–۲۰۰۸، ۱۰–۲۰۰۹
- جام حذفی فوتبال ایتالیا: ۰۶–۲۰۰۵، ۱۰–۲۰۰۹، ۱۱–۲۰۱۰
- سوپرجام فوتبال ایتالیا: ۲۰۰۵،[۲] ۲۰۰۶،[۳] ۲۰۰۸،[۴] سوپرجام فوتبال ایتالیا ۲۰۱۰[۵]
- لیگ قهرمانان اروپا: ۱۰–۲۰۰۹
- جام باشگاه‌های فوتبال جهان: ۲۰۱۰

بنفیکا
- لیگ برتر فوتبال پرتغال: ۱۵–۲۰۱۴،[۶]۱۶–۲۰۱۵، ۱۷–۲۰۱۶
- جام حذفی فوتبال پرتغال: ۱۷–۲۰۱۶
- سوپر جام فوتبال پرتغال: ۲۰۱۶

### ملی
برزیل
- کوپا آمریکا: ۲۰۰۴[۷]
- جام کنفدراسیون‌ها: ۲۰۰۹، ۲۰۱۳[۷]

### فردی
- دروازه‌بان سال سری آ: ۰۹–۲۰۰۸، ۱۰–۲۰۰۹[۸]